# Harim
Harim, Harrim (en arabe : ḥārim, حارم), appelée par les Francs Harenc, est une petite ville du nord de la Syrie dépendant administrativement du gouvernorat d'Idleb. C'était une ancienne forteresse de l'époque de l'Empire byzantin, jusqu'aux invasions mongoles du XIIIe siècle. Elle se trouve aujourd'hui à la frontière turque.
Selon le recensement de 2008, elle comptait alors 21 934 habitants.

## Histoire
Harim (Harenc) est une ancienne forteresse au nord de la Syrie, située dans le djebel Al-Ala au nord-est d'Antioche. Elle domine au nord la riche plaine de l'Amik arrosée notamment par l'Oronte, et le Karasu. Ce site stratégique tient la route d'Alep (au nord-est) vers la Méditerranée.
Le Byzantin Nicéphore II Phocas la prend aux musulmans en 959 et y élève une forteresse, tête de pont en vue de la conquête d'Alep (à 55 kilomètres au nord-est). Les croisés s'en emparent avec Artah en novembre 1097 pendant le siège d'Antioche et la place est constamment disputée entre musulmans et chrétiens au temps des Croisades. Reprise par Baudouin III le 25 décembre 1157 à Nur ad-Din, elle donne son nom à une bataille entre les deux camps le 12 août 1164, remportée par Nur ad-Din qui l'investit à son tour le 18 octobre suivant. La forteresse, endommagée par les tremblements de terre au XIIe siècle, est reconstruite par les Ayyoubides, mais ne résiste pas aux invasions mongoles de 1260.

### Histoire récente
La ville sert de base aux insurgés islamistes: d'abord les occupants du Front al-Nosra (filiale locale d'Al-Qaïda) depuis leur arrivée en octobre 2012 et la mainmise totale des infrastructures de leur part depuis le 25 décembre 2012, après soixante-dix jours de siège. Les rebelles islamistes sont ravitaillés en armement depuis la Turquie. Un an plus tard, c'est au tour de l'État islamique de l'Irak et du Levant de s'emparer de la ville, en décembre 2013.